# かわいがり
かわいがりとは、小さいものや弱いものを愛でて大切にすることである。転じて、自分よりも立場が下の者に目をかけ、あえて厳しくする面を肯定的に、また皮肉的に表現するときにも用いる。
特に相撲用語に言うところの「かわいがり」とは、相撲界の隠語で躾や心身鍛錬のために厳しい稽古で鍛えることを意味する。荒稽古は親方や兄弟子による「愛の鞭」であるとされるが、「かわいがり」の名を借りた暴力により怪我をしたり、ひどい場合死亡事件が起きることがあり、問題視されている。相撲界のみならず一般的な隠語としても利用されている。
古くから相撲部屋では兄弟子が弟弟子の心身鍛錬のために胸を貸し、通常より厳しいぶつかり稽古（荒稽古）を行い、強い力士を育成することを指す。昭和時代の相撲雑誌にはすでに「かわいがる」という言葉がこの意味合いで使われている。

## エピソード
相撲史の中では、常陸山が太刀山を、太刀山が栃木山を、栃木山が玉錦を、玉錦は双葉山を、というように、一時代を担った横綱が一門や部屋の別を越えて期待の若手に胸を出してかわいがった逸話が多く残る。
かつてかわいがった後輩に時代を譲る形で身を引いた力士も多く、こうした例は多く美談として残る。中でも、双葉山が玉錦を本場所で初めて破り、69連勝への足がかりとした「覇者交代の一番」は、かわいがりへの恩返しの代表例として、よく引かれる例となっている。他にも、千代の富士が、若い頃かわいがられた貴ノ花に本場所で引導を渡す黒星をつけ、やがてその息子である貴花田に敗れて引退を表明している。安馬（後の日馬富士）は朝青龍に勝利した際に「すごくかわいがってもらったので、恩返しできて良かった」と述べたことがある。
自らも素質にはめぐまれなかったものの、他を圧倒する猛稽古で横綱昇進を果たした玉錦を開祖とする二所ノ関一門の猛稽古は、一門の代名詞ともなるほどで、それにまつわる逸話は数多い。特に昭和30年代頃までの分家独立を推奨した一門の方針のため、それぞれ「内弟子」を抱えた現役力士たちの意地の張り合いもあって、稽古場は本場所さながらの真剣勝負の場であったという。
のちの横綱若乃花や大関琴ヶ濱が、「とにかくそれぞれの師匠が土俵の周りから厳しい目で見ているので、間違っても手を抜くことなんかできなかった。そこへまた、一番恐ろしい兄弟子の力道山がいるんだから」と証言している。
後に時津風部屋力士暴行死事件を経て過度のかわいがりは「暴力的」と否定されるようになった。そのため、2020年頃になると大相撲よりも学生相撲の方が厳しいという逆転現象が発生している。

## 指摘されている問題点
かわいがられている力士を、気合を入れるために親方や兄弟子が「竹刀や木刀で叩いた」り、「口の中に塩や土俵の砂を入れた」などの話もある。
- 「立合いの瞬間には、ぶちかましの威力を増すために呼吸を止めなくてはならない」、という考え方から、それを身体で覚えさせるために「稽古で息のあがった者には、口に詰め物をする」、という意味合いもある。

かわいがりが行われる時は、複数の力士が立ち会っていることから、「相撲というスポーツ・神事の特異性を言い訳にした集団暴行である」とも言われている。
- 通常は稽古をつけるのは上級力士一人で、他の力士達は、かわいがられている力士が土俵外に出された時に土俵内に戻す役目になっている。
- 「普通は親方が行うものではない」という指摘もある。
  - 元関取の龍虎勢朋は、「親方自身がやれば、周囲もそれと同様のことをするため一番危険」と述べている[6]。

### 龍虎勢朋の証言
2007年10月20日放送の『朝まで生テレビ!』では、龍虎勢朋が「相撲界ではリンチがある」と述べている。
「相撲界には伝統的にリンチがある」
「ここ（額）は強いんですよ。だからここを（ビール瓶で）バカーンとやっても大丈夫」
「我々の時代は、リンチの場合はビール瓶でやれと（言われた）。そのリンチを耐えて伸びた一握りの人が（強くなる）」。
また、かわいがりについても、「土俵の上はかわいがり、リンチは土俵外!」と述べ、「土俵で行うリンチがかわいがり」との認識を示した。

### 高砂親方（4代目朝潮太郎）の書籍
高砂親方は、その著書『親方はつらいよ』(ISBN 978-4-16-660643-6)文藝春秋出版で、
1. ぶつかり稽古は、｢ぶつかられる方も痛い｣練習であり、「先輩が後輩を鍛えるために、自分も痛い練習に付き合っている」と言う面が強く、ある程度体ができた人間にやる分には許容範囲である。
2. しかし、ビール瓶で殴るなど、一方的に痛めつける（自分に痛みが伴わない）行動は「かわいがり」とは別物であり、行うべきではない。

と主張している。

### 時津風部屋力士暴行死事件
2007年6月に、17歳の序ノ口力士が暴行され死亡した。発端は、親方の「かわいがってやれ」という指示によるものであった。この事件は社会に衝撃を与えた。
なお、暴行死した力士は、直後の行政解剖や後の組織検査で「外傷性ショック死」と断定された。そして2008年2月、「かわいがり」を行った主犯格の男（元親方）が、傷害致死の容疑で逮捕された（事件当時は親方だったが、10月に解雇されていた）。
この事件をきっかけとして、特にこの用語に関する極めてネガティヴなイメージが一般に定着してしまったことから、現在では「かわいがる」「かわいがり」などの言葉は使用しないように力士たちに指導している者もいる。

### 大勇武龍泉の提訴
大勇武龍泉も龍虎同様の“かわいがり”を師匠・芝田山親方（大乃国康）から受け、強制引退に追い込まれた、暴行は日常的だった、として日本相撲協会をも相手取った訴訟を提起していた が、和解にいたった。

### 鳴戸部屋における提訴
2011年11月8日には『週刊新潮』2011年11月3日号及び11月10日号の報道により、鳴戸部屋での弟子暴行疑惑が発覚。その後2012年9月10日にこの問題に際し、鳴戸部屋に所属していた18歳と22歳の元力士が、行司と鳴戸の遺族に対し2200万円の損害賠償要求を千葉地裁松戸支部に提訴した。第1回口頭弁論は10月29日。裁判は2013年12月に部屋の名称が田子ノ浦部屋へと改称されて以降も続いていたが、2014年5月16日に千葉地裁松戸支部は原告の請求を棄却している。